# Volker Schwenck
Volker Wolf-Rainer Schwenck (* 17. Juli 1967 in Tuttlingen) ist ein deutscher Fernsehjournalist. Von Januar 2018 bis Dezember 2020 arbeitete er im ARD-Hauptstadtstudio in Berlin.

## Leben und Karriere
Volker Schwenck wuchs in Überlingen am Bodensee auf. Schon während des Studiums der Germanistik, Romanistik und Philosophie an der Universität Konstanz sammelte er erste journalistische Erfahrungen in Redaktionen von Zeitungen und verschiedener Radiosender. Seit 1995 ist Schwenck für den Südwestrundfunk tätig, zunächst auf lokaler Ebene als Hörfunkredakteur des SWF-Regionalstudios Konstanz und dann ab 1997 im Bereich Fernsehen beim Regionalstudio Ravensburg. Das Regionale war sein Markenzeichen.
2002 wechselte er nach Stuttgart in die SWR-Zentrale und wirkte dort anfänglich an der Produktion der Sendung Ländersache mit. Später war er in der Redaktion von ARD-aktuell beschäftigt. Ab 2007 nahm er in Genf die ARD-Korrespondententätigkeit wahr, vier Jahre später beendete er diese, um als Redaktionsleiter der landespolitischen Fernsehsendung „Zur Sache Baden-Württemberg“ wieder in Stuttgart tätig zu sein. Schwenck gilt als hartnäckiger Rechercheur, damit machte er sich schon am Bodensee einen Namen. Beim Flugzeugunglück von Überlingen im Juli 2002 berichtete er über die Hinterbliebenen der 71 Todesopfer und über das, was bei der Schweizer Fluggesellschaft damals schiefgelaufen war.
Ab Anfang 2013 bis Ende 2017 war Volker Schwenck mit der Leitung des ARD-Studios in Kairo betraut, nachdem ihn schon 2011 zwei Reportagereisen nach Nordafrika geführt hatten. In dieser Aufgabe berichtet er unter anderem für die Tagesschau aus der arabischen Welt, so während des Syrischen Bürgerkriegs, der Irakkrise 2014 aus den Kurdengebieten und dem Sudan.
Am Morgen des 19. April 2016 wurde ihm nach der Landung in Istanbul die Einreise in die Türkei verwehrt. Er wurde auf eine Polizeiwache gebracht, die er nicht verlassen durfte. Die genauen Gründe (es lag ein Vermerk zu ihm vor) seien ihm auch bis zum Abend unbekannt geblieben. Schwenck reiste am Abend desselben Tages nicht wie ursprünglich geplant weiter ins türkisch-syrische Grenzgebiet, sondern zurück nach Kairo. Bundeskanzlerin Merkel sah den Vorgang mit „gewisser Sorge“, Vizekanzler Sigmar Gabriel nannte ihn einen „problematischen Akt“.
Volker Schwenck berichtete dennoch ab Mitte 2016 weiter aus dem Nordirak und über dem Kampf um Mossul.
Von Januar 2018 bis Dezember 2020 war Volker Schwenck als Journalist im ARD-Hauptstadtbüro in Berlin tätig. Er ist verheiratet und hat zwei Kinder.